# Vicky Peña
Maria Victòria Peña i Carulla, coneguda artísticament com a Vicky Peña (Barcelona, 11 de gener de 1954), és una actriu catalana de teatre, cinema, doblatge i televisió.
Filla dels actors Felip Peña i Montserrat Carulla, és una de les figures més importants del doblatge en català i castellà. Com a actriu, va començar el 1966 a la sèrie La pequeña comedia. Ha rebut i ha estat nominada a diversos premis. L'any 1995 fou guardonada amb el Premi Margarida Xirgu. Ha guanyat 3 Premis Max de teatre per Sweeney Todd (1998), La reina de la bellesa de Leenane (2000) i Homebody/Kabul (2007).
El 2005 fou elegida vicepresidenta de l'Associació d'Actors i Directors Professionals de Catalunya.
L'any 2009 va ser encarregada de realitzar el pregó de les Festes de la Mercè, conjuntament amb la seva mare Montserrat Carulla, amb un emotiu discurs en el qual les dues actrius van retre homenatge el teatre català de postguerra. La Generalitat de Catalunya li atorgà la Creu de Sant Jordi el 2014.

## Teatre[5]
- 1974: El criat de dos amos, de Carlo Goldoni i direcció d'Esteve Polls
- 1976: Tirant lo Blanc, de Joanot Martorell i direcció de Josep Anton Codina
- 1976: Don Juan Tenorio, de José Zorrilla i direcció de Damià Barbany, Francesc Bellmunt, Jordi Dodero, Mario Gas, Jordi Mesalles i Juanjo Puigcorbé
- 1977: El dia més foll, de Peter Turrini i direcció de Josep Anton Codina
- 1977: Les noces de Fígaro, de Caron de Beaumarchais i direcció de Josep Anton Codina
- 1977: Las bodas del hojalatero, de John Millington Synge i direcció de Mario Gas
- 1978: Enrique IV, de Luigi Pirandello i direcció de Mario Gas
- 1981-1982: Doña Rosita la soltera, de Federico García Lorca i direcció de Jorge Lavelli
- 1983: Urfaust, de Goethe i direcció de Ricard Salvat
- 1984-1985: L'òpera dels tres rals, de Bertolt Brecht i Kurt Weill i direcció de Mario Gas
- 1986: Madre Coraje y sus hijos, de Bertolt Brecht i direcció de Lluís Pasqual
- 1987: La balada de Calamity Jane, de Maria do Ceu Guerra i Helder Costa i direcció de Helder Costa
- 1989-1990: Dancing!, de Helder Costa i direcció de Helder Costa
- 1990: Les tres germanes, d'Anton Txékhov i direcció de Pierre Romans
- 1991: L'hort dels cirerers, d'Anton Txékhov i direcció de Konrad Zschiedrich
- 1992: Ja no hi ha tramvies, d'Anton Txékhov (només direcció)
- 1992-1993: El temps i els Conway, de J.B. Priestley i direcció de Mario Gas
- 1993-1994: Golfus de Roma, de Stephen Sondheim, Burt Shevelove i Larry Gelbart i direcció de Mario Gas
- 1993: Some Enchanted Evening, d'Irving Berlin, Leonard Bernstein, George Gershwin, Cole Porter i Stephen Sondheim i direcció de Josep Pons
- 1994-1995: Otel·lo, de William Shakespeare i direcció de Mario Gas
- 1995, 1997-1998: Sweeney Todd, de Stephen Sondheim, Hugh Wheeler i Christopher Bond i direcció de Mario Gas
- 1998: Guys and Dolls, de Damon Runyon, Frank Loesser, Jo Swerling i Abe Burrows i direcció de Mario Gas
- 1998-2000: La reina de la bellesa de Leenane, de Martin McDonagh i direcció de Mario Gas
- 1999-2000: Música per als contes de la Vella Dama: Història de Babar i el primer concert de l'Osset Paddington, de Jean de Brunhoff i Michael Bond i direcció d'Elisa Crehuet
- 2000-2001: A Little Night Music, de Stephen Sondheim i Hugh Wheeler i direcció de Mario Gas
- 2001-2002: La Mare Coratge i els seus fills, de Bertolt Brecht i direcció de Mario Gas
- 2002: Edipo XXI, de Sòfocles, Eurípides, Èsquil i Jean Genet i direcció de Lluís Pasqual
- 2003: Electra, de Sòfocles i direcció d'Antonio Simón
- 2003-2010: Al llarg del Kurt, de Kurt Weill i Damià Barbany i direcció de Damià Barbany i Vicky Peña
- 2004: Voces contra el poder: Más allá de la oscuridad, d'Ariel Dorfman i direcció de Mario Gas
- 2004-2005: La Orestíada, d'Èsquil i direcció de Mario Gas
- 2006: Els estiuejants, de Maxim Gorki i direcció de Carlota Subirós
- 2006: Dies feliços, de Samuel Beckett
- 2007-2008: Homebody/Kabul, de Tony Kushner i direcció de Mario Gas
- 2007-2008: Après moi, le déluge, de Lluïsa Cunillé i direcció de Carlota Subirós
- 2008-2009: Sweeney Todd, de Stephen Sondheim, Hugh Wheeler i Christopher Bond i direcció de Mario Gas
- 2009: La casa de Bernarda Alba, de Federico García Lorca, Julio Ramos i Miquel Ortega i direcció de Miquel Ortega i Román Calleja
- 2010: Après moi, le déluge, de Lluïsa Cunillé i direcció de Carlota Subirós
- 2010: Marburg, de Guillem Clua i direcció de Rafel Duran
- 2010-2011: Un tranvía llamado Deseo, de Tennessee Williams i direcció de Mario Gas
- 2012: Follies, de Stephen Sondheim i James Goldman i direcció de Mario Gas
- 2012: The Lonesome West, de Martin McDonagh i direcció de Pepa Fluvià
- 2012-2013: El diccionario, de Manuel Calzada Pérez i direcció de José Carlos Plaza
- 2013: Al llarg del Kurt, de Damià Barbany i direcció de Damià Barbany i Vicky Peña
- 2014: A casa (Kabul), de Tony Kushner i direcció de Mario Gas[6]
- 2014: El largo viaje del día hacia la noche, d'Eugene O'Neill i direcció de Juan José Afonso.
- 2020-2021: Pedro Páramo de Juan Rulfo, dirigit per Mario Gas (Temporada Alta, Teatre Romea)[7]

## Filmografia principal
- Dragon Rapide (1986)
- Werther (1986)
- La casa de Bernarda Alba (1987)
- El llarg hivern (1992)
- Entre rojas (1995)
- La buena vida (1996)
- Marquise (1997)
- Secretos del corazón (1997)
- El pianista (1998)
- Em dic Sara (1999)
- Sé quién eres (2000)
- Morir (o no) (2000)
- Noche de fiesta (2002)
- Smoking room (2002)
- Piedras (2002)
- El deseo de ser piel roja (2002)
- Las voces de la noche (2003)
- Joves (2004)
- El principio de Arquímedes (2004)
- Con mostaza sabe mejor (2005)
- Pactar amb el gat (2006)
- 20-N: Los últimos días de Franco (2008)
- Sense límits (Little Ashes) (2008)
- El cònsol de Sodoma (2009)
- El perfecto desconocido (2011)
- Catalunya über alles! (2011)
- Olor de colònia (2012), minisèrie
- Un berenar a Ginebra (2013)
- Amaren eskuak (2013)
- Los tontos y los estúpidos (2013)

## Guardons[2]

### Premis
- 1995. Premi Memorial Margarida Xirgu per Sweeney Todd
- 1998: Premi Butaca a la millor actriu de musical per Guys and Dolls.
- 2002: Premi Butaca a la millor actriu de cinema per Piedras.
- 2007: Premi Butaca a la millor actriu de musical per Al llarg del Kurt.
- 2009: Premi Butaca a la millor actriu de musical per Sweeney Todd[8]
- 2009: Premio Nacional de Teatro[9]
- 2012: Premi Gaudí a la millor actriu secundària per Catalunya über alles!

### Nominacions
- 1998: Premi Goya a la millor actriu secundària per Secretos del corazón
- 1999: Premi Butaca a la millor actriu de teatre per La reina de la bellesa de Leenane.
- 2008: Premi Butaca a la millor actriu de teatre per Homebody/Kabul.
- 2010: Premi Goya a la millor actriu secundària per El cònsol de Sodoma
- 2014: Premi Gaudí a la millor actriu per Un berenar a Ginebra
- 2022: Premi Gaudí a la millor actriu secundària per Libertad